# خفاش میوه‌خوار بینی‌لوله‌ای نوارپهن
خفاش میوه‌خوار بینی‌لوله‌ای نوارپهن (نام علمی: Nyctimene aello) نام یک گونه از سرده خفاش‌های میوه‌خوار بینی‌لوله‌ای است.